# Maksat Boburbekow
Maksat Keneszbekowicz Boburbekow (ros. Максат Кенешбекович Бобурбеков; ur. 19 marca 1974) – kirgiski zapaśnik w stylu wolnym. Olimpijczyk z Sydney 2000, gdzie zajął szesnaste miejsce w kategorii do 63 kg.
Czterokrotny uczestnik mistrzostw świata, ósmy w 1999. Srebrny medalista igrzysk azjatyckich w 1994 i piąty w 1998. Brązowy medal mistrzostw Azji w zapasach w 1995.